# Redout
 Redout — краснота поля зрения — происходит, когда тело испытывает отрицательную перегрузку, достаточную, чтобы вызвать прилив крови из нижней части тела к голове. Это действие, обратное greyout, где кровь отливает от головы к нижним частям тела. Redout потенциально опасна и может привести к повреждению сетчатки и геморрагическому инсульту. Преобладающая теория красноты, появляющейся в поле зрения, в качестве причины видит не фактический приток крови к глазу. Это, скорее всего, из-за скопления крови в нижнем веке, попадающей в поле зрения из-за действия отрицательной перегрузки.